# Station Leighton Buzzard
Leighton Buzzard is een spoorwegstation van National Rail in Central Bedfordshire in Engeland. Het station is eigendom van Network Rail en wordt beheerd door London Northwestern Railway. 